# Anani Jawaschow
Anani Iwanow Jawaschow (bulgarisch Анани Иванов Явашов; * 1. Oktober 1855 in Rasgrad, damals Osmanisches Reich, heute Bulgarien; † 25. Mai 1934) war ein bulgarischer Lehrer, Botaniker und Archäologe.

## Leben
Anani Iwanow Jawaschow besuchte nach seiner ersten Schulausbildung in seiner Heimatstadt die Gymnasien in Bolhrad (Bolgrader Gymnasium) und Prag, bevor er erfolgreich von 1881 bis 1884 Industriechemie am Tschechischen Staatlichen Polytechnikum in Prag studierte. Im Sommer 1884 kehrte er nach Bulgarien zurück und war von da an bis zu seiner Pensionierung im Jahr 1925 als Lehrer, Schuldirektor oder Bezirksinspektor, hauptsächlich in Rasgrad und Warna und für kurze Zeit in Sofia, Schumen, Swischtow, Dobritsch und Weliko Tarnowo tätig. Im erst seit 1878 existierenden Fürstentum Bulgarien war er anhand der Tatsache, dass er einer der wenigen hochgebildeten Pädagogen in der bulgarischen Provinz war, wesentlich für das bulgarische Bildungssystem verantwortlich. So übersetzte er für Grund- und Mittelschulen wichtige Lehrbücher.
Während seiner Arbeit beschäftigte sich Jawaschow auch mit gesellschaftlicher Arbeit und Forschung. So wurde er als Volksvertreter und Sekretär in die 3. Große Nationalversammlung gewählt. Neben seiner kulturellen Arbeit als Vorsitzender der Tschitalischte Raswitije war er auch bei der Gründung des Imkerverbandes, der Vereinigung der Weinbauern, der archäologischen Gesellschaft und des Archäologischen Museums seiner Heimatstadt beteiligt. Seit dem Jahr 1900 war er ordentliches Mitglied der naturwissenschaftlich-mathematischen Abteilung der Bulgarischen Literarischen Gesellschaft (Българско книжовно дружество), der heutigen Akademie der Wissenschaften.
Er sammelte Pflanzen und führte archäologische Grabungen durch. So entdeckte er 1887 in Abrittus eine Basilika aus dem 6. Jahrhundert. Außerdem schrieb er botanische, archäologische und historische Artikel, wobei er auch die Jahresberichte der Archäologischen Gesellschaft Rasgrad herausbrachte.

## Familie
Während seines Studium in Prag lernte Anani den späteren tschechisch-bulgarischen Pädagogen Václav Truneček und heiratete seine Schwester, die Pianistin Antonina Trunečekova. Aus der Ehe mit ihr hatte er acht Kinder, darunter: Dora Jawaschewa, die spätere Ehefrau des Politikers und bulgarischen Ministerpräsidenten Iwan Bagrjanow und Wladimir, der Tzveta Dimitrova heiratete, die einer wohlhabenden Händlerfamilie aus Thessaloniki entstammte und später Generalsekretärin der Akademie der Schönen Künste in Sofia war. Die Söhne Wladimirs waren der weltberühmter Künstler Christo, der Schauspieler Anani und der Chemiker und Ingenieur Stefan – bulgarischer Meister im Flugzeugmodellbau im Jahr 1951, Autor von mehr als 10 Autorenarbeiten auf dem Gebiet der Synthese und Herstellung von synthetischen Detergenzien. Stellvertretender Direktor des Gabrower Chemieunternehmens Werila (1983–1991) und dessen Generaldirektor (1992–1995) nach dem Fall des Kommunismus 1989 sowie Erfinder des Waschpräparats „Vero“.

## Veröffentlichungen (Auswahl)
- Принос за проучване на българскате флора (1887)
- Принос към народната ботаническа медицина (1905)
- Разград. Неговото археологическо и историческо минало. Част I (1930)
- Текето Демир баба (1934)
- Материали за български ботаничен речник (1939)

naturwissenschaftliche Artikel
- Anastica hierohontica (1897)
- Mandragora officinalis (1897)
- Календар на "Природа" (1901)
- Зимният сън на природата (1903)